# One by One (Art Blakey)
| Recensione | Giudizio |
| ---------- | -------- |
| All Music  |          |

One by One è un album del batterista Art Blakey e i Jazz Messengers registrato nel 1979 in Italia e pubblicato dall'etichetta italiana Palcoscenico.

## Accoglienza
AllMusic ha assegnato all'album tre stelle.

## Tracce
1. Gershwin Medley:  (George Gershwin) – 8:55
2. The Song Is You (Oscar Hammerstein II, Jerome Kern) – 10:30
3. One by One (Wayne Shorter) – 9:40
4. Moanin (Bobby Timmons) – 10:50

## Formazione
- Art Blakey - batteria
- Mario Convertino - cover
- Curtis Fuller - trombone[4]
- Dennis Irwin - contrabbasso
- Valery Ponomarev - tromba
- David Schnitter - sassofono tenore
- Bobby Watson - sassofono contralto
- James Williams - pianoforte[4]